# Шавиниган
Шавиниган (фр. Shawinigan) је град у Канади у покрајини Квебек. Према резултатима пописа 2011. у граду је живело 50.060 становника.

## Географија

### Клима
| Клима (Шавиниган)        | Клима (Шавиниган) | Клима (Шавиниган) | Клима (Шавиниган) | Клима (Шавиниган) | Клима (Шавиниган) | Клима (Шавиниган) | Клима (Шавиниган) | Клима (Шавиниган) | Клима (Шавиниган) | Клима (Шавиниган) | Клима (Шавиниган) | Клима (Шавиниган) | Клима (Шавиниган) |
| Показатељ \ Месец        | .Јан.             | .Феб.             | .Мар.             | .Апр.             | .Мај.             | .Јун.             | .Јул.             | .Авг.             | .Сеп.             | .Окт.             | .Нов.             | .Дец.             | .Год.             |
| ------------------------ | ----------------- | ----------------- | ----------------- | ----------------- | ----------------- | ----------------- | ----------------- | ----------------- | ----------------- | ----------------- | ----------------- | ----------------- | ----------------- |
| Средњи максимум, °C (°F) | −8 (18)           | −5,2 (22,6)       | 1,1 (34)          | 9,3 (48,7)        | 18,1 (64,6)       | 22,8 (73)         | 25,1 (77,2)       | 23,6 (74,5)       | 17,8 (64)         | 11,1 (52)         | 3,1 (37,6)        | −4,3 (24,3)       | 25,1 (77,2)       |
| Просек, °C (°F)          | −13,2 (8,2)       | −10,6 (12,9)      | −4 (25)           | 4,2 (39,6)        | 12 (54)           | 17,1 (62,8)       | 19,6 (67,3)       | 18,3 (64,9)       | 12,9 (55,2)       | 6,8 (44,2)        | −0,4 (31,3)       | −8,7 (16,3)       | 4,5 (40,14)       |
| Средњи минимум, °C (°F)  | −18,3 (−0,9)      | −16 (3)           | −9,2 (15,4)       | −0,9 (30,4)       | 5,8 (42,4)        | 11,3 (52,3)       | 14,1 (57,4)       | 13 (55)           | 8 (46)            | 2,5 (36,5)        | −4 (25)           | −13,1 (8,4)       | −18,3 (−0,9)      |
| [ тражи се извор ]       |                   |                   |                   |                   |                   |                   |                   |                   |                   |                   |                   |                   |                   |

## Становништво
Према резултатима пописа становништва из 2011. у граду је живело 50.060 становника, што је за 3,6% мање у односу на попис из 2006. када је регистровано 51.904 житеља.
| 2006.  | 2011.  |
| ------ | ------ |
| 51.904 | 50.060 |